# Ella Raines
Ella Wallace Raines (6 de agosto de 1920 - 30 de mayo de 1988) fue una actriz cinematográfica y televisiva  estadounidense.

## Biografía
Su nombre completo era Ella Wallace Raines, y nació cerca de Snoqualmie Falls, Washington. Raines estudió arte dramático en la Universidad de Washington, y actuaba en una obra teatral cuando fue descubierta por Howard Hawks. Fue la primera intérprete en ser contratada para trabajar para la productora formada por Hawks y por el actor Charles Boyer, "B-H Productions", siendo su film de debut Corvette K-225 (1943). Ese mismo año trabajó en una cinta bélica con reparto femenino, Cry 'Havoc'. En 1944 actuó en una serie de grandes filmes, entre ellos la producción de cine negro Phantom Lady, la comedia Hail the Conquering Hero, y el western de John Wayne Tall in the Saddle. 
Sin embargo, Raines pronto empezó a actuar en películas de serie B, como fue el caso de la cinta de 1945 The Strange Affair of Uncle Harry, con Geraldine Fitzgerald y George Sanders, y el thriller de 1947 The Web. Con la excepción de Fuerza bruta, en la cual Raines actuaba junto a Burt Lancaster, ninguno de sus posteriores títulos consiguieron los éxitos obtenidos en el inicio de su carrera cinematográfica, la cual fue paulatinamente decayendo. Aun así, Raines apareció dos veces en la portada de Life gracias a su trabajo en 1944 en Phantom Lady y en 1947 en Fuerza Bruta.
En 1954 y 1955 protagonizó la serie televisiva Janet Dean, Registered Nurse. Además, trabajó en shows televisivos como Robert Montgomery Presents, Douglas Fairbanks, Jr., Presents, Lights Out, Pulitzer Prize Playhouse y The Christophers. Aunque se retiró de la interpretación en 1957, aún hizo una posterior actuación en 1984 en la serie televisiva Matt Houston. 
A Raines se le concedieron dos estrellas en el Paseo de la Fama de Hollywood, una por su trabajo cinematográfico en el 7021 de Hollywood Boulevard, y otra por su actividad televisiva en el 6600 de la misma vía.
Raines se casó en 1947 con el piloto de combate de la Fuerza Aérea de los Estados Unidos y general de brigada Robin Olds. La actriz falleció a causa de un cáncer de garganta en Sherman Oaks, Los Ángeles (California), en 1988. Fue enterrada en el Cementerio Glen Haven Memorial Park de Sylmar, Los Ángeles.

## Filmografía
- Corvette K-225 (1943)
- Cry 'Havoc' (1943)
- La dama desconocida (1944)
- Hail the Conquering Hero (1944)
- Tall in the Saddle (1944)
- Enter Arsène Lupin (1944)
- The Suspect (1944)
- The Strange Affair of Uncle Harry (1945)

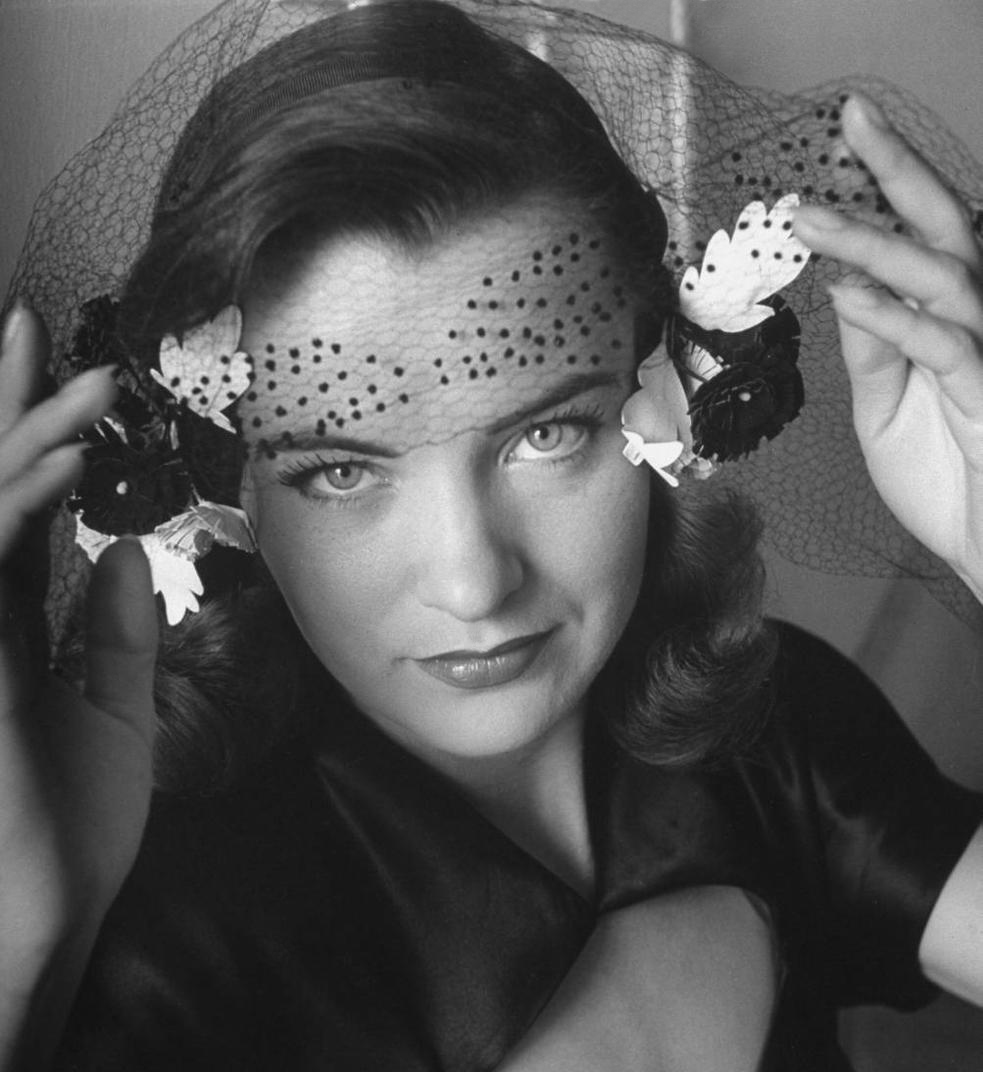
Ella Raines en febrero de 1944

- The Runaround (1946)
- White Tie and Tails (1946)
- Time Out of Mind (1947)
- The Web (1947)
- Fuerza bruta (1947)
- The Senator Was Indiscreet (1947)
- The Walking Hills (1949)
- Impact (1949)
- A Dangerous Profession (1949)
- Singing Guns (1950)
- The Second Face (1950)
- Fighting Coast Guard (1951)
- Ride the Man Down (1952)
- The Man in the Road (1957)